# Radulinopsis derjavini
Radulinopsis derjavini är en fiskart som beskrevs av Soldatov och Lindberg, 1930. Radulinopsis derjavini ingår i släktet Radulinopsis och familjen simpor. Inga underarter finns listade i Catalogue of Life.